# Kajin
Kajin (hebrejski: קין, arapski: قابيل Kabil) je biblijski lik. Prvorođeni sin Adama i Eve.
Prema Bibliji Kajin je prvi čovjek koji je počinio ubojstvo. Prema priči, jednom prilikom dok je s bratom Abelom prinosio žrtvu Jahvi rasrdio se jer je Bog milostivo pogledao na Abelovu žrtvu od prvine svoje stoke, dok se na njegovu žrtvu od zemaljskih plodova nije ni osvrnuo. Pozvao je potom brata na polje, te ga ubio. Bog proklinje Kajina zbog toga što je učinio i kažnjava ga nomadskim životom. No,  zaštićuje ga i prijeti osvetom svakome tko ga pokuša napasti.